# 3. ŽNL Vukovarsko-srijemska NS Vukovar 2014./15.
Prvenstvo se igralo dvokružno. U viši rang, odnosno 2. ŽNL Vukovarsko-srijemsku se plasirao prvak NK Sokol Berak i drugoplasirani NK Mohovo.

## Tablica
| Mj. | Klub               | Sus. | Pob | Rem | Por | GR    | Bod |
| --- | ------------------ | ---- | --- | --- | --- | ----- | --- |
| 1.  | NK Sokol Berak     | 16   | 12  | 2   | 2   | 56:18 | 38  |
| 2.  | NK Mohovo          | 16   | 10  | 3   | 3   | 50:24 | 33  |
| 3.  | NK Sloga Pačetin   | 16   | 9   | 3   | 4   | 40:31 | 30  |
| 4.  | NK Lovas           | 16   | 9   | 2   | 5   | 35:29 | 29  |
| 5.  | NK Opatovac        | 16   | 7   | 1   | 8   | 25:29 | 22  |
| 6.  | NK Lipovača        | 16   | 5   | 2   | 9   | 39:47 | 17  |
| 7.  | HNK Borovo Vukovar | 16   | 5   | 2   | 9   | 28:58 | 17  |
| 8.  | NK Petrovci        | 16   | 5   | 0   | 11  | 27:37 | 15  |
| 9.  | NK Hajduk Vera     | 16   | 2   | 1   | 13  | 13:40 | 7   |

## Rezultati
| NK Lipovača Vukovar - NK Opatovac 4:1 NK Mohovo - HNK Borovo Vukovar 5:0 NK Petrovci - NK Lovas 2:1 NK Sloga Pačetin - NK Sokol Berak 1:1 NK Hajduk Vera slobodan | NK Sokol Berak - NK Petrovci 5:1 NK Lovas - NK Mohovo 1:4 HNK Borovo Vukovar - NK Lipovača Vukovar 6:2 NK Hajduk Vera - NK Opatovac 0:2 NK Sloga Pačetin slobodan    | NK Mohovo - NK Sokol Berak 1:1 NK Lipovača Vukovar - NK Lovas 3:3 NK Opatovac - HNK Borovo Vukovar 4:2 NK Sloga Pačetin - NK Hajduk Vera 3:2 NK Petrovci slobodan |
| NK Sloga Pačetin - NK Petrovci 4:3 NK Sokol Berak - NK Lipovača Vukovar 3:0 NK Lovas - NK Opatovac 4:0 NK Hajduk Vera - HNK Borovo Vukovar 4:0 NK Mohovo slobodan | NK Mohovo - NK Sloga Pačetin 4:1 NK Opatovac - NK Sokol Berak 0:3 HNK Borovo Vukovar - NK Lovas 0:1 NK Petrovci - NK Hajduk Vera 1:0 NK Lipovača Vukovar slobodan    | NK Sloga Pačetin - NK Lipovača Vukovar 5:3 NK Petrovci - NK Mohovo 2:0 NK Sokol Berak - HNK Borovo Vukovar 2:3 NK Hajduk Vera - NK Lovas 0:2 NK Opatovac slobodan |
| NK Opatovac - NK Sloga Pačetin 3:2 NK Lipovača Vukovar - NK Petrovci 3:2 NK Lovas - NK Sokol Berak 1:3 NK Mohovo - NK Hajduk Vera 6:0 HNK Borovo Vukovar slobodan | NK Sloga Pačetin - HNK Borovo Vukovar 7:0 NK Petrovci - NK Opatovac 0:1 NK Mohovo - NK Lipovača Vukovar 6:4 NK Hajduk Vera - NK Sokol Berak 1:3 NK Lovas slobodan    | NK Lovas - NK Sloga Pačetin 3:1 HNK Borovo Vukovar - NK Petrovci 2:1 NK Opatovac - NK Mohovo 1:0 NK Lipovača Vukovar - NK Hajduk Vera 0:0 NK Sokol Berak slobodan |
| NK Opatovac - NK Lipovača Vukovar 4:1 HNK Borovo Vukovar - NK Mohovo 3:3 NK Lovas - NK Petrovci 3:2 NK Sokol Berak - NK Sloga Pačetin 6:0 NK Hajduk Vera slobodan | NK Petrovci - NK Sokol Berak 0:3 ↓1 NK Mohovo - NK Lovas 3:2 NK Lipovača Vukovar - HNK Borovo Vukovar 2:3 NK Opatovac - NK Hajduk Vera 5:1 NK Sloga Pačetin slobodan | NK Sokol Berak - NK Mohovo 3:4 NK Lovas - NK Lipovača Vukovar 3:2 HNK Borovo Vukovar - NK Opatovac 2:2 NK Hajduk Vera - NK Sloga Pačetin 0:1 NK Petrovci slobodan |
| NK Petrovci - NK Sloga Pačetin 0:2 NK Lipovača Vukovar - NK Sokol Berak 2:3 NK Opatovac - NK Lovas 0:1 HNK Borovo Vukovar - NK Hajduk Vera 2:0 NK Mohovo slobodan | NK Sloga Pačetin - NK Mohovo 1:1 NK Sokol Berak - NK Opatovac 3:0 NK Lovas - HNK Borovo Vukovar 5:1 NK Hajduk Vera - NK Petrovci 3:0 NK Lipovača Vukovar slobodan    | NK Lipovača Vukovar - NK Sloga Pačetin 2:3 NK Mohovo - NK Petrovci 3:0 HNK Borovo Vukovar - NK Sokol Berak 2:6 NK Lovas - NK Hajduk Vera 2:0 NK Opatovac slobodan |
| NK Sloga Pačetin - NK Opatovac 1:0 NK Petrovci - NK Lipovača Vukovar 3:5 NK Sokol Berak - NK Lovas 6:1 NK Hajduk Vera - NK Mohovo 1:5 HNK Borovo Vukovar slobodan | HNK Borovo Vukovar - NK Sloga Pačetin 1:6 NK Opatovac - NK Petrovci 1:2 NK Lipovača Vukovar - NK Mohovo 3:2 NK Sokol Berak - NK Hajduk Vera 5:1 NK Lovas slobodan    | NK Sloga Pačetin - NK Lovas 2:2 NK Petrovci - HNK Borovo Vukovar 8:1 NK Mohovo - NK Opatovac 3:1 NK Hajduk Vera - NK Lipovača Vukovar 0:3 NK Sokol Berak slobodan |